# European Pressphoto Agency
Pour les articles homonymes, voir EPA.
European Pressphoto Agency (EPA) est une agence internationale de photos de presse. Il possède une équipe de plus 400 photographes dans le monde pour prendre des images d’actualité, de politique, de sport, d’économie, de même que des arts, de la culture et de divertissement.

## Service epa
Aujourd’hui, le service de photos international de l’EPA est utilisé à travers le monde par différents médias. Récemment, la moyenne de nombre d’images composant le service photo international de l’EPA a franchi la barre de 2000 photos par jour.
Le service de photos de l’EPA est livrable aussi bien par satellite ou par ftp que par un accès web, sujet au désir et aux besoins de l’utilisateur.

## Les archives photos de l’EPA
Les archives photos numériques de l’EPA contiennent plus de six millions d’images, dont la majeure partie est accessible à travers « epa webgate (photothèque online) ».

## Historique
L'EPA fut fondée au début de 1985 par sept agences européennes de presse (AFP France, ANP Pays-Bas, ANOP (aujourd’hui Lusa) Portugal, ANSA Italie, belga Belgique, dpa Allemagne et EFE Espagne) en raison d'une absence d’alternative aux services photos offerts par les agences de culture anglo-saxonne.
À l’origine conçue comme un outil d’échange de photos nationales produites par les agences créatrices et comme un point de distribution du service mondial de photos de l’AFP vers celles-ci, avec l’ouverture de l’Europe de l’Est, l’agence commença sa propre production  et devenant ainsi une entité éditorialement plus indépendante. Ces changements et la guerre qui s’ensuivit en Yougoslavie emmenèrent EPA à employer ses propres photographes dans plusieurs pays de l’Europe centrale et de l’Europe de l’Est.

### Les Sociétaires de l’EPA et la globalisation du service photo EPA
Avec l’addition de Keystone Suisse en 1985, d’APA Autriche en 1986, de Lehtikuva Finlande en 1987, l'EPA comptait dix membres sociétaires en 1995. L’inclusion de Pressensbild (plus tard Scanpix Sverige) Suède en 1997, de Scanfoto Norvège (plus tard Scanpix Norge) et de Nordfoto Danemark (plus tard Scanpix Danmark) en 1999 et finalement celle de PAP Pologne en 2001 a fait passer le nombre de sociétaires de l’EPA à 14 membres.
Au début de 2003, après un remodelage extensif de l’agence et suivant le départ de l’AFP EPA créa son propre service global de photos et commença à le distribuer. Plus tard dans la même année, Lehtikuva, Scanpix Sweden, Scanpix Danemark et Scanpix ont relégué leur statut de sociétaires, les trois derniers ayant décidé néanmoins de continuer leur coopération avec l’EPA en qualité de partenaire.
ANA de Grèce (aujourd’hui ANA-MPA) suivi par mti Hongrie ont rejoint l’EPA en tant que sociétaires en 2004 et 2005 respectivement.
Aujourd’hui EPA compte neuf membres sociétaires qui font tous autorité dans leurs champs d’activités au sein de l'agence.
- Athens News Agency-Macedonian Press Agency (ANA-MPA)  Grèce
- Algemeen Nederlands Persbureau (ANP)  Pays-Bas
- Agenzia Nazionale Stampa Associata (ANSA)  Italie
- Austria Presse Agentur (APA)  Autriche
- Agencia EFE  Espagne
- KEYSTONE  Suisse
- Lusa – Agência de Notícias de Portugal  Portugal
- Magyar Távirati Iroda (MTI)  Hongrie
- Polska Agencja Prasowa (PAP)  Pologne

## Concurrence
En tant qu’une des agences majeures de photos de presse mondiales, les concurrents directs de l’EPA sont Associated Press, Reuters-Thomson et AFP-/Getty Images.